# Dzierzgoń
Dzierzgoń (hist. Kiszbork, Kiszpork, niem. Christburg) – miasto w województwie pomorskim, w powiecie sztumskim, siedziba gminy miejsko-wiejskiej Dzierzgoń. W latach 1975–1998 miejscowość administracyjnie należała do województwa elbląskiego.
Według danych z 1 stycznia 2018 Dzierzgoń liczył 5413 mieszkańców.
Według danych z 1 stycznia 2011 r. powierzchnia miasta wynosiła 3,90 km².
Miejsce obrad sejmików województwa malborskiego do 1610 roku (obok Sztumu).

## Położenie
Dzierzgoń leży w historycznych Prusach, na obszarze dawnej Pomezanii, a także na ziemi malborskiej. Pod względem etnograficznym stanowi także część Powiśla.
Według regionalizacji fizycznogeograficznej Polski, miasto znajduje się na Pojezierzu Dzierzgońsko-Morąskim, stanowiącym część Pojezierza Iławskiego.
Przez miasto przepływa rzeka Dzierzgoń.

## Nazwa
Kronikarz Jan Długosz określił miejscowość jako Dzrezgon (25 IX 1429) oraz wymienił określenie funkcji komtura dzierzgońskiego jako Dzirzgouiensis (26 V 1429), Dzirgouensis (14 VI 1430) i dalej jako Dzyrgon, Dzirgon, Dzyrgon. W tekście pokoju toruńskiego pojawiła się nazwa Dzierzgon. 

## Zabytki

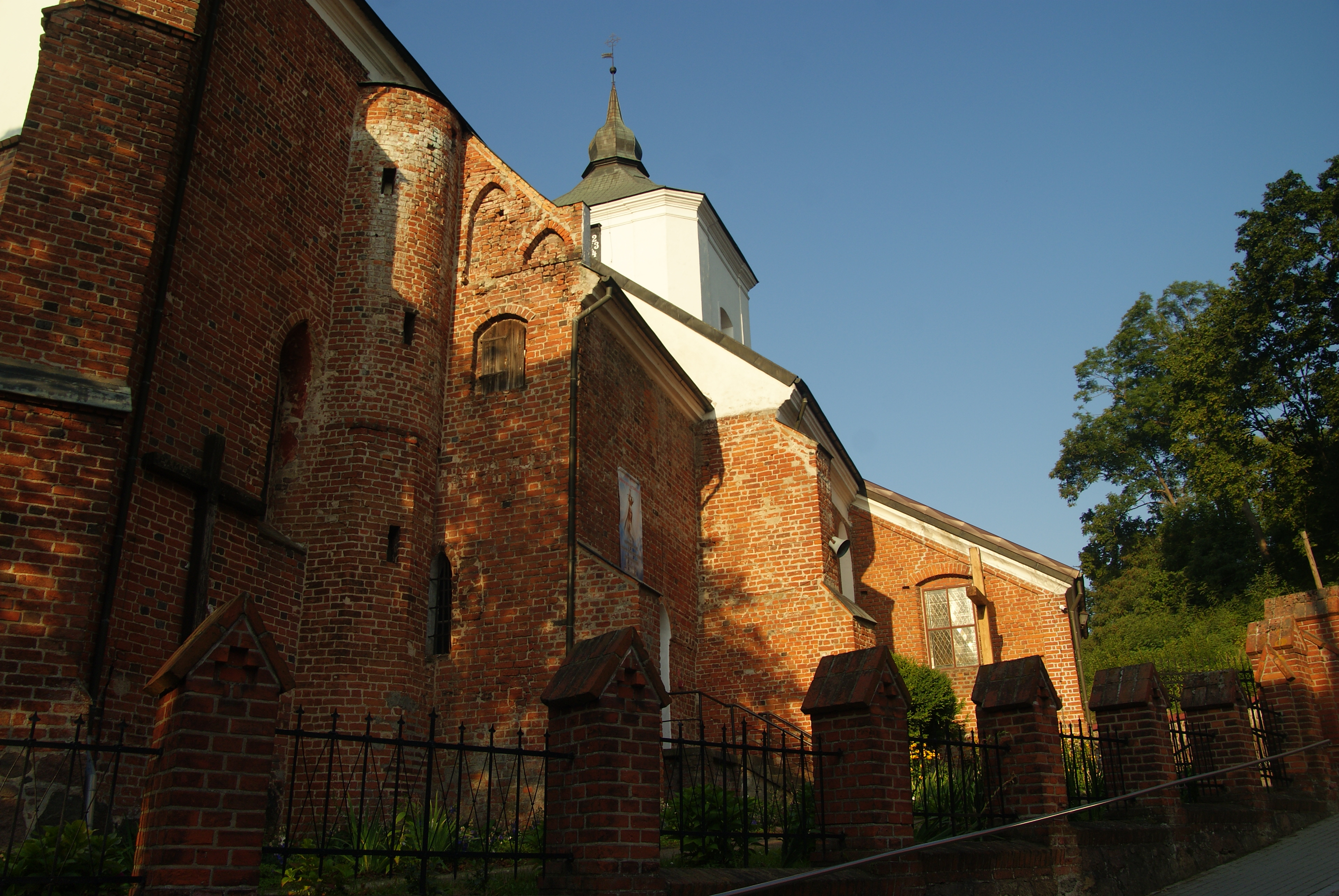
Kościół Św. Trójcy i Św. Katarzyny

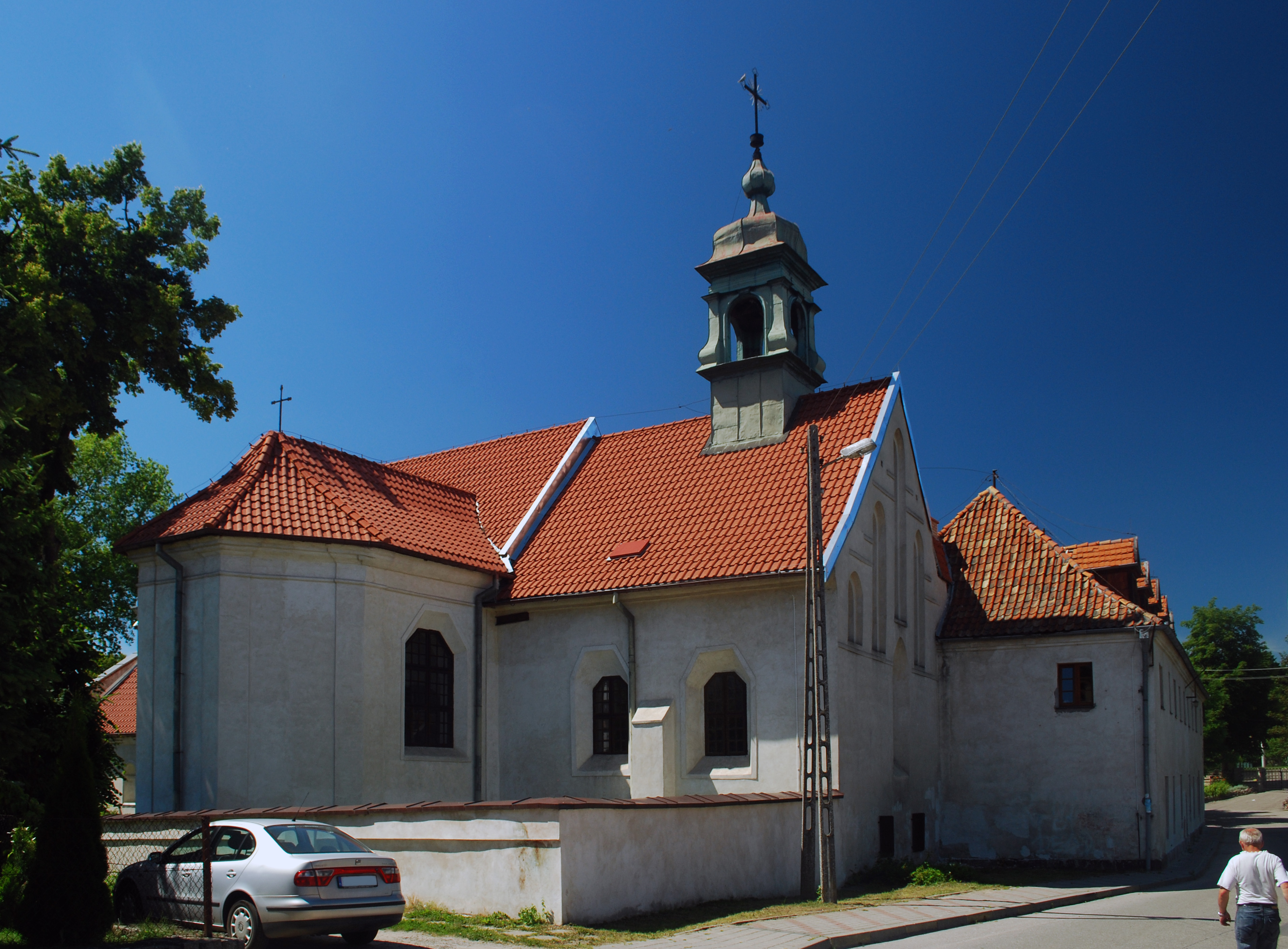
Dawny kościół klasztorny reformatów, obecnie cerkiew greckokatolicka pw. Zesłania Ducha Świętego

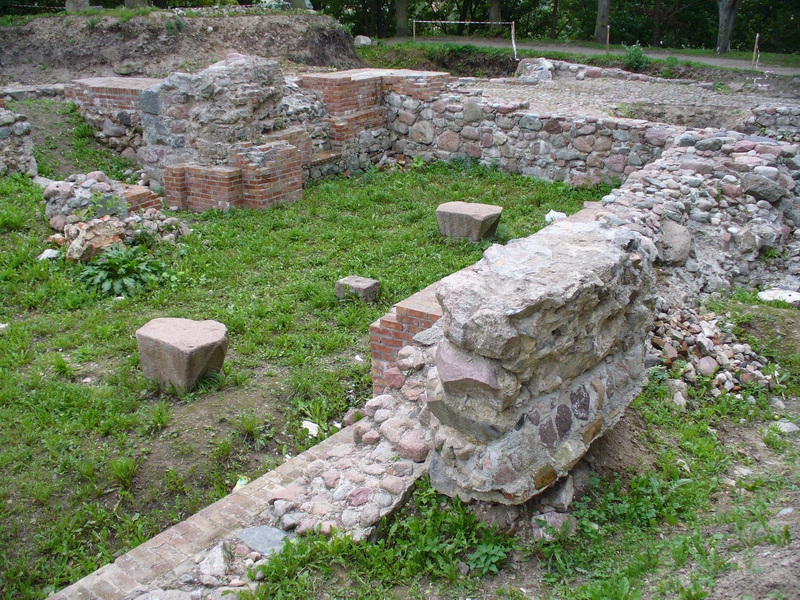
Dzierzgoń – pozostałości zamku krzyżackiego

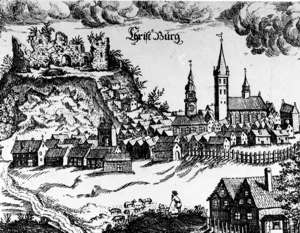
Dzierzgoń, 1684

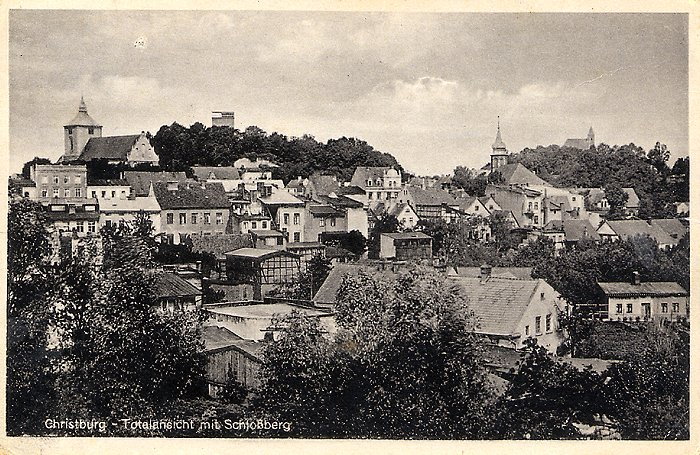
Dzierzgoń, XX w.

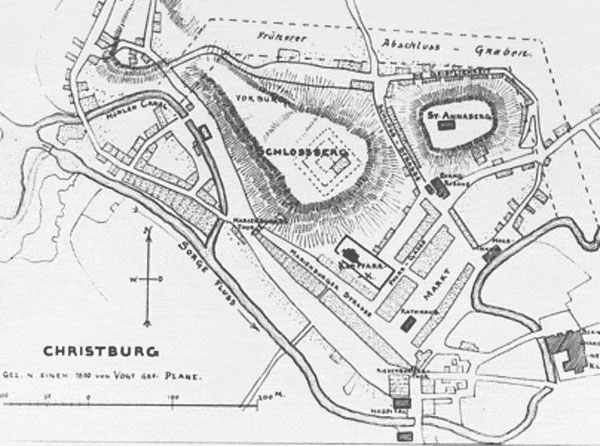
Plan Dzierzgonia, XX w.

Według rejestru zabytków NID na listę zabytków wpisane są:
- kościół parafialny pw. św. Katarzyny, XIV, nr rej.: A-66 z 18.12.1956

Kościół Św. Trójcy i Św. Katarzyny, gotycki, z cegły, wznoszony etapowo od ok. 1310 r. do 1. poł. XIV w., odbudowany w 1682 r., przebudowany po 1730 r. (dobudowa kaplicy północnej) i w 1853 r. Pseudobazylika stropowa z wtopioną wieżą frontową, górą neogotycką.
- barokowy zespół klasztorny reformatów, ul. Krzywa 5, XVII/XVIII, nr rej.: A-67 z 19.12.1956:
  - kościół pw. Świętego Ducha

Cerkiew greckokatolicka Zesłania Ducha Świętego, zbudowana przed 1717 r. jako kościół klasztorny z wykorzystaniem wschodniej partii gotyckiej poprzedniej świątyni; budowla salowa z kaplicą od południa.
- - klasztor

Klasztor od północy, zbudowany po 1678 r., wielokrotnie przekształcany, m.in. po 1832 r. i po 1929 r.; założenie czteroskrzydłowe, piętrowe z wirydarzem.
- - ogrodzenie z bramą
- cmentarz, ul. Elbląska, XIV-XVIII, nr rej.: A-1378 z 29.03.1993
- kaplica pw. św. Anny, nr rej.: j.w.
- cmentarz luterański, ul. Wojska Polskiego, k. XVIII, nr rej.: A-1248 z 17.08.1988
- cmentarz żydowski przy szosie Dzierzgoń-Tywięzy, ok. 1800, nr rej.: A-1246 z 15.08.1988 i z 12.01.1990
- spichrz, ul. Odrodzenia 4, pocz. XX, nr rej.: A-1398 z 30.07.1993
- dom, ul. Odrodzenia 9, pocz. XX, nr rej.: A-1394 z 27.07.1993
- dom, ul. Słowackiego 13, 1901, nr rej.: A-1400 z 30.07.1993
- dom, ul. Traugutta 15, pocz. XX, nr rej.: 288/93 z 30.07.1993

Ponadto w Dzierzgoniu znajdują się ruiny zamku krzyżackiego.

## Demografia
Według danych z 2 maja 2013 r. miasto miało 5564 mieszkańców.

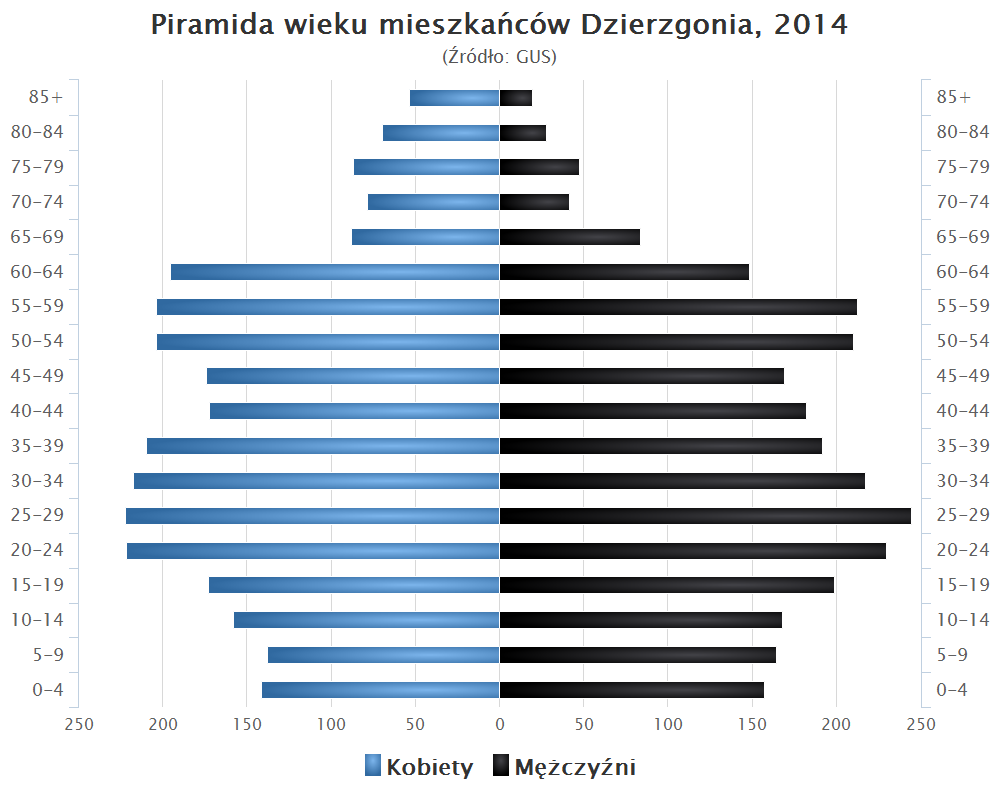
Piramida wieku mieszkańców Dzierzgonia w 2014 roku

## Wspólnoty wyznaniowe
- Kościół rzymskokatolicki:
  - parafia Trójcy Przenajświętszej (kościół Trójcy Przenajświętszej)
- Kościół greckokatolicki:
  - parafia Zesłania Ducha Świętego (cerkiew Zesłania Ducha Świętego)
- Świadkowie Jehowy
  - zbór, Sala Królestwa[17]

## Miasta partnerskie
- Finspång
- Finsterwalde
- Nordborg
- Sittensen
- Salaspils

## Sport
- Klub sportowy Powiśle Dzierzgoń (IV liga piłki nożnej)